# GRB 020813
GRB 020813 е гама експлозия (GRB) регистрирана на 13 август 2002 г. в 02:44 UTC. Гама експлозията е най-високоенергетичната и мощна форма на електромагнитно излъчване идващо от далечна галактика с последващо вторично излъчване в целия честотен спектър.

## Наблюдения
GRB 020813 е регистрирана на 13 август 2002 г. в 02:44 UTC от HETE-2, като експлозията продължава 125 секунди. Първоначалната позиция е определена с ректасцензия 19h 46m 38s и деклинация -19° 35′ 16″. За по-малко от два часа след засичане на гама експлозията, тя е наблюдавана с KAIT на обсерваторията Лик до град Сан Хосе. Следващите дни наблюденията на избледняващото излъчване продължават от рентгеновата обсерватория Чандра. Червеното отместване за това събитие е приблизително z = 1.254.

## Връзка със свръхнова
Преди това събитие нямаше конкретни доказателства, че гама експлозиите са причинени от избухването на свръхнова, въпреки че се предполагаше. Спектърът на GRB 011211 съдържа емисионни линии на магнезий, силиций, сяра, аргон и калций, които подкрепят теорията, че гама експлозиите са предшествани от превръщането на масивни звезди в свръхнови. Въпреки това, тези резултати бяха счетени за статистически неубедителни и донякъде противоречиви поради ниската разделителна способност на използваните инструменти. Беше установено, че спектърът на GRB 020813 показва емисионни линии на елементи, свързани със свръхнови, в случая сяра и силиций. Това е доказателство за връзка на свръхновите с гама експлозиите.